# José Carlos Plaza
José Carlos Plaza (Madrid, 1943) es un director teatral español.

## Biografía
Cursó estudios de Derecho y Psicología en la Universidad Complutense de Madrid. Pero también se inició en la formación artística junto a William Layton y Miguel Narros, entre otros.
En 1975 se incorpora al Teatro Experimental Independiente donde permanece hasta 1977. También participa en las actividades del Pequeño Teatro del TEI de Madrid como director y en las tareas docentes que con el tiempo serían la base del Laboratorio William Layton. Finalmente, en 1978, crea junto con Layton y Narros el Teatro Estable Castellano, que codirige hasta 1980 (y en el que permanecería hasta su disolución definitiva en 1988). 
Entre 1989 y 1994 dirigió el Centro Dramático Nacional.

## Premios
- Premio Nacional de Teatro de 1967, 1970 y 1987.
- Premio Mayte
- Fotogramas de Plata
- Premio Corral de Comedias 2009 del Festival de Teatro Clásico de Almagro[2]

## Obras dirigidas (selección)
- Divinas palabras (2019), de Valle-Inclán.
- Auto de los inocentes (2018), de Pedro Víllora.
- Hacia el Amor (2016), de Ingmar Bergman.
- La Noche de las Tríbadas (2015), de Per Olov Enquist.
- Medea (2015), de Séneca.
- True West (2014), de Sam Shepard.
- Hécuba (2013), de Eurípides.
- Diccionario (2012-2014), de Manuel Calzada Pérez.[3]
- Electra (2012), de Eurípides.
- La sonrisa etrusca (2011).
- El cerco de Leningrado (2010), de José Sanchis Sinisterra.
- Bodas de sangre (2009-2010), de Federico García Lorca.
- Fedra (2007 y 2009-2010)[4]
- Sonata de otoño (2008).
- Solas (2005), de Benito Zambrano.
- Diatriba de amor contra un hombre sentado (2004), de Gabriel García Márquez.
- Hello Dolly (2001), de Jerry Herman.[5]
- La rosa tatuada (1998)[6]
- Antonio y Cleopatra (1996), de William Shakespeare.
- La bella Helena (1995), de Henri Meilhac y Ludovic Halevy
- El mercader de Venecia (1992), de Shakespeare.[7]
- La resistible ascensión de Arturo Ui (1995)[8]
- Comedias bárbaras (1991), de Ramón María del Valle-Inclán:[9]
  - Cara de plata,
  - Águila de blasón,
  - Romance de lobos
- La Orestiada (1990), de Esquilo.
- Hamlet (1989), de William Shakespeare.
- Carmen, Carmen (1988)[10]
- El jardín de los cerezos (1986), de Chejov[11]
- La casa de Bernarda Alba (1984), de Federico García Lorca.[12]
- Eloísa está debajo de un almendro (1984), de Enrique Jardiel Poncela.[13]
- Aquí no paga nadie (1983)
- Las bicicletas son para el verano (1982)[14]
- La voz humana (1981), de Jean Cocteau
- Súbitamente el último verano (1973), de Tennessee Williams
- Noche de reyes (1967), de Shakespeare.[15]
- Proceso por la sombra de un burro
- La boda del hojalatero
- Crónica de Fuente Ovejuna
- En la sombra del valle
- Terror y miseria del Tercer Reich (1974)
- Haz lo que te dé la gana
- La legal esclavitud
- Los justos
- Oh, papá, pobre papá
- Amantes
- Después de Prometeo
- Asamblea general
- Cándido
- Preludios para una fuga
- Don Carlos
- Antes del desayuno
- El correo de Essen
- Una jornada particular
- Divinas palabras, de Ramón María del Valle-Inclán
- Euménides
- María Magdalena o la salvación
- Ella imagina
- Tengamos el sexo en paz
- El avaro, de Moliére
- La venganza de Tamar
- Espectáculo Pessoa
- Crimen y castigo
- Yo no he nacido todavía
- La historia del zoo
- Yerma, de Federico García Lorca. (Ballet Cristina Hoyos)

## Óperas (selección)
- Macbeth (1985)
- El barbero de Sevilla
- Las bodas de Fígaro
- La vida breve
- Carmen
- Goyescas
- Fidelio